# Championnat de France de hockey sur glace 2002-2003
Saison précédente Saison suivante
La saison 2002-03 est la 82e saison du championnat de France de hockey sur glace. Cette saison, le championnat porte le nom de Super 16.

## Contexte
La ligue élite fixée à 8 clubs, subit de nombreux dépôts de bilan et désaffections depuis quelques années et la saison 2001-2002 se joue avec seulement 7 clubs. Certains clubs comme Villard-de-Lans préfèrent rester en Division 1 et refusent de monter dans cette élite instable. Pour retrouver une logique sportive, on élargie alors cette élite à 16 clubs. Les promus sont : Besançon, Brest, Dijon, Tours, Clermont, Dunkerque, Briançon et Gap.

## Super 16
| Amiens Angers Anglet Besançon Brest Briançon Clermont Dijon Dunkerque Gap Grenoble Mulhouse Rouen Tours Villard |

Les équipes engagées sont donc au nombre de 15 : 
- Gothiques d'Amiens
- Ducs d'Angers
- Orques d'Anglet
- Séquanes de Besançon*
- Albatros de Brest
- Diables Rouges de Briançon
- Sangliers Arvernes de Clermont
- Ducs de Dijon
- Corsaires de Dunkerque
- Rapaces de Gap
- Brûleurs de loups de Grenoble
- Scorpions de Mulhouse
- Dragons de Rouen
- Diables Noirs de Tours
- Ours de Villard-de-Lans

Le champion en titre, Reims, est victime du syndrome du champion sortant qui « coule » financièrement et évolue en Division 3 cette saison.

### 1rephase
Elle est disputée du 14 septembre au 7 décembre. Deux poules géographiques sont constituées (poule nord et poule sud). Dans chaque poule, toutes les équipes se rencontrent sur un aller-retour. Les résultats définissent la constitution des poules lors de la 2e phase.

#### Poule nord
|   | Équipe                 | Pts | PJ | V. | Vp. | N. | P. | Pp. | Bp | Bc | Diff |
| - | ---------------------- | --- | -- | -- | --- | -- | -- | --- | -- | -- | ---- |
| 1 | Gothiques d'Amiens     | 20  | 14 | 10 | 0   | 0  | 4  | 0   | 67 | 32 | +35  |
| 2 | Dragons de Rouen       | 19  | 14 | 13 | 0   | 0  | 1  | 0   | 79 | 40 | +39  |
| 3 | Albatros de Brest      | 17  | 14 | 8  | 0   | 1  | 5  | 0   | 55 | 46 | +9   |
| 4 | Ducs de Dijon          | 14  | 14 | 7  | 0   | 0  | 7  | 0   | 51 | 57 | -6   |
| 5 | Diables Noirs de Tours | 14  | 14 | 6  | 0   | 2  | 6  | 0   | 46 | 44 | +2   |
| 6 | Ducs d'Angers          | 12  | 14 | 6  | 0   | 0  | 8  | 0   | 50 | 50 | 0    |
| 7 | Corsaires de Dunkerque | 6   | 14 | 2  | 0   | 1  | 10 | 1   | 32 | 73 | -41  |
| 8 | Besançon               | 4   | 14 | 1  | 1   | 0  | 12 | 0   | 39 | 77 | -38  |

Rouen prend sept points de pénalité pour ses 3 premiers matchs, car il a aligné plus de quatre joueurs non européens (six) et pour avoir fait jouer Arnaud Briand et Nicolas Pousset, aux licences non encore validées au premier match de la saison.

#### Poule sud
|   | Équipe                         | Pts | PJ | V. | Vp. | N. | P. | Pp. | Bp | Bc | Diff |
| - | ------------------------------ | --- | -- | -- | --- | -- | -- | --- | -- | -- | ---- |
| 1 | Scorpions de Mulhouse          | 24  | 12 | 11 | 1   | 0  | 0  | 0   | 61 | 15 | +46  |
| 2 | Brûleurs de loups de Grenoble  | 20  | 12 | 10 | 0   | 0  | 2  | 0   | 54 | 29 | +25  |
| 3 | Orques d'Anglet                | 14  | 12 | 6  | 1   | 0  | 5  | 0   | 53 | 39 | +14  |
| 4 | Ours de Villard-de-Lans        | 14  | 12 | 7  | 0   | 0  | 5  | 0   | 39 | 38 | +1   |
| 5 | Diables Rouges de Briançon     | 7   | 12 | 2  | 0   | 1  | 7  | 2   | 30 | 52 | -22  |
| 6 | Rapaces de Gap                 | 4   | 12 | 2  | 0   | 0  | 10 | 0   | 28 | 64 | -36  |
| 7 | Sangliers Arvernes de Clermont | 3   | 12 | 1  | 0   | 1  | 10 | 0   | 29 | 57 | -28  |

### 2ephase
Deux poules de niveau sont constituées (appelées « poule Magnus » et « poule Nationale ») en fonction des résultats obtenus lors de la 1re phase.
Dans chaque poule, toutes les équipes se rencontrent sur un aller-retour.

#### Poule finale
|   | Équipe                        | Pts | PJ | V. | Vp. | N. | P. | Pp. | Bp | Bc | Diff |
| - | ----------------------------- | --- | -- | -- | --- | -- | -- | --- | -- | -- | ---- |
| 1 | Dragons de Rouen              | 22  | 14 | 9  | 1   | 1  | 2  | 1   | 73 | 45 | +28  |
| 2 | Scorpions de Mulhouse         | 19  | 14 | 8  | 0   | 3  | 3  | 0   | 53 | 34 | +19  |
| 3 | Gothiques d'Amiens            | 19  | 14 | 9  | 0   | 1  | 4  | 0   | 51 | 38 | +13  |
| 4 | Brûleurs de loups de Grenoble | 19  | 14 | 8  | 0   | 2  | 3  | 1   | 64 | 50 | +14  |
| 5 | Albatros de Brest             | 12  | 14 | 5  | 0   | 2  | 7  | 0   | 46 | 57 | -11  |
| 6 | Orques d'Anglet               | 11  | 14 | 4  | 0   | 2  | 7  | 1   | 45 | 56 | -11  |
| 7 | Ours de Villard-de-Lans       | 8   | 14 | 3  | 0   | 2  | 9  | 0   | 38 | 53 | -15  |
| 8 | Ducs de Dijon                 | 5   | 14 | 2  | 0   | 1  | 11 | 0   | 41 | 83 | -42  |

Disputée du 4 janvier au 5 avril. Besançon, rencontrant des problèmes d'ordre financiers, est forfait général le 27 février et tous ses matches sont annulés.
|   | Équipe                         | Pts | PJ | V. | Vp. | N. | P. | Pp. | Bp | Bc | Diff |
| - | ------------------------------ | --- | -- | -- | --- | -- | -- | --- | -- | -- | ---- |
| 1 | Diables Noirs de Tours         | 20  | 10 | 9  | 1   | 0  | 0  | 0   | 57 | 22 | +35  |
| 2 | Sangliers Arvernes de Clermont | 14  | 10 | 6  | 0   | 0  | 2  | 2   | 45 | 34 | +11  |
| 3 | Corsaires de Dunkerque         | 10  | 10 | 4  | 1   | 0  | 5  | 0   | 30 | 40 | -10  |
| 4 | Diables Rouges de Briançon     | 7   | 10 | 3  | 0   | 0  | 6  | 1   | 30 | 44 | -14  |
| 5 | Ducs d'Angers                  | 6   | 10 | 2  | 1   | 0  | 7  | 0   | 29 | 40 | -11  |
| 6 | Rapaces de Gap                 | 6   | 10 | 3  | 0   | 0  | 7  | 0   | 26 | 38 | -12  |

### Play-offs
Les 4 meilleurs clubs de la poule Magnus s'affrontent lors des demis de finale. Le 1er du classement de la poule Magnus rencontre le 4e, le 2e rencontre le 3e.
Les séries éliminatoires se joue au meilleur des 5 matchs (du 25 au 29 mars) en demi-finales, puis au meilleur des 3 matchs en finales (du 3 au 6 avril).
|  | Demi-finales                  | Demi-finales       |                  |   | Finale | Finale |
|  | Demi-finales                  | Demi-finales       |                  |   | Finale | Finale |
|  |                               |                    |                  |   |        |        |
|  |                               |                    |                  |   |        |        |
|  |                               |                    |                  |   |        |        |
|  | Dragons de Rouen              | 3                  |                  |   |        |        |
|  | Dragons de Rouen              | 3                  |                  |   |        |        |
|  | Brûleurs de loups de Grenoble | 0                  |                  |   |        |        |
|  | Brûleurs de loups de Grenoble | 0                  | Dragons de Rouen | 2 |        |        |
|  |                               |                    | Dragons de Rouen | 2 |        |        |
|  |                               | Gothiques d'Amiens | 1                |   |        |        |
|  | Scorpions de Mulhouse         | Gothiques d'Amiens | 1                | 1 |        |        |
|  | Scorpions de Mulhouse         |                    |                  | 1 |        |        |
|  | Gothiques d'Amiens            | 3                  |                  |   |        |        |
|  | Gothiques d'Amiens            | 3                  | 3e place         |   |        |        |
|  |                               |                    |                  |   |        |        |
|  |                               |                    |                  |   |        |        |
|  |                               |                    |                  |   |        |        |
|  | Scorpions de Mulhouse         | 2                  |                  |   |        |        |
|  | Scorpions de Mulhouse         | 2                  |                  |   |        |        |
|  | Brûleurs de loups de Grenoble | 0                  |                  |   |        |        |
|  | Brûleurs de loups de Grenoble | 0                  |                  |   |        |        |

#### Demi-finales
| mardi 25 mars 2003 | Dragons de Rouen | 8-1 (1-1, 4-0, 3-1) | Brûleurs de loups de Grenoble |  |

| 26 mars 2003 | Dragons de Rouen | 5-2 (1-0, 2-0, 2-2) | Brûleurs de loups de Grenoble |  |

| 28 mars 2003 | Brûleurs de loups de Grenoble | 1-4 (0-1, 0-1, 1-2) | Dragons de Rouen |  |

| mardi 25 mars 2003 | Scorpions de Mulhouse | 2-1 (0-0, 0-1, 1-0, 0-0, 3-2) | Gothiques d'Amiens |  |

| 26 mars 2003 | Scorpions de Mulhouse | 1-3 (0-1, 0-1, 1-1) | Gothiques d'Amiens |  |

| 28 mars 2003 | Gothiques d'Amiens | 5-1 (1-0, 2-1, 2-0) | Scorpions de Mulhouse |  |

| 29 mars 2003 | Gothiques d'Amiens | 3-2 (1-1, 1-0, 0-1, 1-0, 2-0) | Scorpions de Mulhouse |  |

#### Finale pour la troisième place
| 3 avril 2003 | Brûleurs de loups de Grenoble | 3-6 (2-3, 1-1, 0-2) | Scorpions de Mulhouse |  |

| 5 avril 2003 | Scorpions de Mulhouse | 5-3 (0-2, 1-0, 4-1) | Brûleurs de loups de Grenoble |  |

#### Finale
| 3 avril 2003 | Gothiques d'Amiens | 4-2 (0-2, 2-0, 2-0) | Dragons de Rouen |  |

| 5 avril 2003 | Dragons de Rouen | 2-1 (1-0, 0-0, 0-1, 0-0, 1-0) | Gothiques d'Amiens |  |

| 6 avril 2003 | Dragons de Rouen | 4-2 (1-1, 0-0, 3-1) | Gothiques d'Amiens |  |

### Bilan de la saison
Rouen gagne la septième coupe Magnus de son histoire et égale ainsi les Patineurs de Paris, club des années 1900-1910 et deuxième club le plus titré derrière Chamonix (30 titres).
Le Besançon Hockey Club, sacrifiant tout, finances et formation compris, au hockey de haut niveau, se retrouve en déficit financier et disparait.

#### Trophées
- Trophée Charles-Ramsay décerné à Éric Doucet (Rouen) ;
- Trophée Albert-Hassler décerné à Laurent Gras (Amiens) ;
- Trophée Marcel-Claret décerné à Dijon ;
- Trophée Jean-Pierre-Graff décerné à Kévin Hecquefeuille (Amiens) ;
- Trophée Jean-Ferrand décerné à Fabrice Lhenry (Mulhouse).

## Division 1
- Champion : Dauphins d'Épinal

## Division 2
- Champion : Avignon

## Division 3
- Champion : Montpellier